# 221B Baker Street

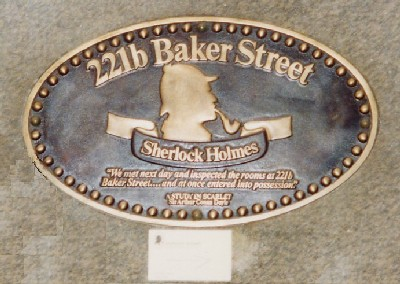
Placa da 221b Baker Street

221B Baker Street é uma das moradas mais famosas da literatura. É a residência londrina fictícia do detetive Sherlock Holmes, criado pelo escritor Sir Arthur Conan Doyle.
Baker Street (traduzido da língua inglesa, "Rua do Padeiro") tem a sua localização no West End, zona onde os cidadãos londrinos mais abastados residiam na época de Conan Doyle. A zona inclui Mayfair, Kensington e Regent's Park.
O endereço poderia indicar um apartamento no primeiro andar (daí o B) de uma residência no que era originalmente um terraço Georgiano. O B pode, no entanto, se referir a toda a casa. Está situado no norte de Baker Street, perto do Regent's Park. A rua é muito mais estreita do que representada em alguns filmes das aventuras de Holmes, sendo uma artéria importante no tráfego norte-sul da cidade e era tão congestionada na época de Holmes quanto o é hoje.

## O verdadeiro 221 B Baker Street

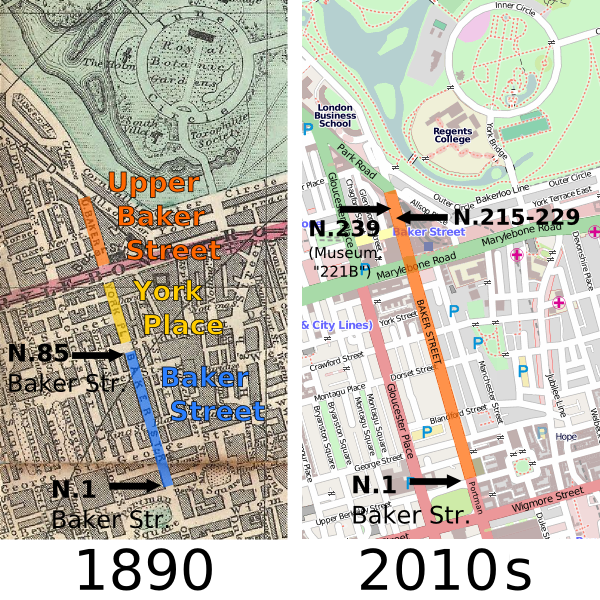
Baker Street, 1890 / 2010's

Na verdade, 221B Baker Street nunca existiu, e presume-se que Conan Doyle escolheu aleatoriamente este número fictício. A rua corria de Norte para Sul iniciando a numeração desde o número 1 e terminando no 85. Quando os edifícios foram renumerados, em 1930, tornando a rua muito mais extensa, uma grande parte do bloco 200 foi atribuída a um edifício Art Deco conhecido como Abbey House, construído em 1932 para a Abbey Road Building Society (mais tarde, Abbey National). Foram-lhe atribuídos os números 215-229, e foi ocupado pela sociedade até 2002. A morada torna-se, assim, real. Quase que imediatamente, a sociedade começou a receber cartas endereçadas a Sherlock Holmes de pessoas de todo o mundo. O volume era tal que acabou criando um "Secretariado para Sherlock Holmes" para organizar toda a correspondência. Em 1999, Abbey National patrocinou a criação de uma estátua de bronze, de quase três metros, de Sherlock Holmes, que agora pode ser vista na entrada da estação de metrô Baker Street.
Em 1990, foi aberto o Museu Sherlock Holmes, entre os números 237 e 241 da rua. Atualmente, o museu possui permissão do governo da Cidade de Westminster para usar o número 221B, bem como para receber a correspondência desse número.

## Citação
Nós nos encontramos no dia seguinte, como combinado, e inspecionamos o apartamento da Baker Street 221B, sobre o qual ele me falara durante nosso encontro. Ele era composto de dois quartos confortáveis e uma grande e confortável sala de estar, cuidadosamente mobiliada, e iluminada através de duas grandes janelas.— Arthur Conan Doyle, A Study in Scarlet, 1887